# メガネグマ亜科
メガネグマ亜科（Tremarctinae）または「ショートフェイスベア（Short-faced bear）」とは、クマ科の亜科である。4属があり、南米に現生のメガネグマ Tremarctos ornatusをはじめ、絶滅したフロリダメガネグマ Tremarctos floridanus、北米の巨大ショートフェイスベアであるアルクトドゥス Arctodus (A. pristinus と A. simus)とアルクトテリウム Arctotherium (A. angustidens, A. vetustum, A. bonariense, A. wingei, A. tarijense)、そしてプリノナルクトス Plionarctos（他3属の祖先的位置づけにあると考えられている）が含まれる。これらのうち、「ジャイアントショートフェースベア」（アルクトドゥス属とアルクトテリウム属）はアメリカ大陸史上最大の肉食動物である。
メガネグマ亜科は北米大陸東部で誕生し、アメリカ大陸間大交差の際に南米大陸に進出したと考えられる。ほとんどの「ショートフェースベア」は更新世末に絶滅した。